# Jacques Benoit-Gonnin
Jacques Benoit-Gonnin (ur. 24 czerwca 1952 w Thoiry) – francuski duchowny katolicki, biskup Beauvais od 2010.

## Życiorys
Święcenia kapłańskie otrzymał 29 czerwca 1985 i został inkardynowany do archidiecezji paryskiej. Przez kilka lat pracował jako katecheta w paryskich liceach oraz jako wikariusz. W latach 1991–1995 kierował "pre-seminarium", zaś przez kolejne siedem lat był duszpasterzem duchowieństwa należącego do Wspólnoty Emmanuel. Od 2002 proboszcz paryskiej parafii Najśw. Trójcy.
18 marca 2010 papież Benedykt XVI mianował go ordynariuszem diecezji Beauvais. Sakry biskupiej udzielił mu 2 maja 2010 kard. André Vingt-Trois.